# British Hard Court Championships 1975
British Hard Court Championships 1975, також відомий за назвою спонсора як Coca-Cola British Hard Court Championships, - чоловічий і жіночий тенісний турнір, що проходив на відкритих кортах з ґрунтовим покриттям The West Hants Club у Борнмуті (Англія). Належав до класу B рамках Grand Prix. Відбувсь усорокшосте і тривав з 12 до 18 травня 1975 року. Мануель Орантес і Джанет Ньюберрі здобули титул в одиночному розряді.

## Фінальна частина

### Чоловіки. Одиночний розряд
Мануель Орантес —  Патрік Пруазі 6–3, 4–6, 6–2, 7–5

### Одиночний розряд. Жінки
Джанет Ньюберрі —  Террі Голледей 7–9, 7–5, 6–3

### Парний розряд. Чоловіки
Хуан Хісберт /  Мануель Орантес —  Сід Болл /  Дік Крілі  8–6, 6–3

### Парний розряд. Жінки
Леслі Чарлз /  С'ю Меппін —  Лінкі Бошофф /  Грір Стівенс 6–3, 6–3